# Фарерская коммунистическая партия
Фарерская коммунистическая партия (ФКП; фар. Kommunistiski Flokkur Føroya) — коммунистическая партия, существовавшая на Фарерских островах в 1975—1993.
Основана на учредительной конференции в Торсхавне 14—15 июня 1975. Председателем ФКП был избран Эгон Томсен, а секретарём партии — Торур Йоанссен. Эмблема ФКП — серп и молот над аббревиатурой KFF.
ФКП поддерживала близкие отношения с Коммунистической партией Дании, не являясь в то же время секцией этой партии.
В период 1975—1978 печатным органом был «Tíðin», а в 1983—1993 — «Friu Føroyar».
ФКП прекратила свою деятельность в 1993.